# أرض المفاجآت
أرض المفاجآت مسلسل رسوم متحركة كندي عرض لأول مره في 24 أبريل 2000 واستمر عرضه حتى 21 يوليو 2003 . تمت دبلجة المسلسل للغة العربية .

## وصلات خارجية
- أرض المفاجآت على موقع IMDb (الإنجليزية)
- أرض المفاجآت على موقع ديسكوغز (الإنجليزية)
- أرض المفاجآت على موقع كينوبويسك (الروسية)
- أرض المفاجآت على موقع قاعدة بيانات الفيلم (الإنجليزية)